# Maria Maria
Maria Maria is een single van Santana featuring The Product G&B. Het is afkomstig van Santana’s album Supernatural. Het lied is geschreven door Raul Rekow, Jerry Duplessis, Wyclef Jean, David Mcrae, Marvin Moore-Hough, Carlos Santana en Karl Perazzo.
Santana had al meer dan tien jaar geen hit gehad, toen hij als bij donderslag bij heldere hemel de album- en singlelijsten beklom met genoemd album en de daarvan afgehaalde singles. Eerst was er Smooth en daarna kwam Maria Maria. Het album liet een aantal verschillende artiesten horen met wie Carlos Santana zijn liedjes ten uitvoer bracht. Voor Maria Maria was dat The Product G&B, maar ook Marc Anthony heeft met Santana een versie van het lied opgenomen. In de videoclip zijn Santana en The Product G&B beide te zien. Het lied kreeg in 2000 een Grammy Award toebedeeld in de categorie Best Pop Performance by a Duo or Group with Vocal.

## Hitnotering
Maria Maria stond zesentwintig weken genoteerd in de Billboard Hot 100 waarvan tien weken op koppositie. Daarbij was het op twee na de bestverkochte single van het jaar 2000 aldaar. In het Verenigd Koninkrijk stond Maria Maria negen weken genoteerd in de UK Singles Chart waarbij het "slechts" een zesde plaats wist te veroveren. In Nederland werd Maria Maria van de eerste plaats afgehouden door Freestyler van Bomfunk MC's.

### Nederlandse Top 40
Alarmschijf
| Positie: | 18 | 3 | 2 | 2 | 2 | 3 | 4 | 5 | 7 | 7 | 11 | 13 | 18 | 22 | 29 | uit |

### NederlandseSingle Top 100
| Hitnotering: 18-3-2000 t/m 18-8-2000 | Hitnotering: 18-3-2000 t/m 18-8-2000 | Hitnotering: 18-3-2000 t/m 18-8-2000 | Hitnotering: 18-3-2000 t/m 18-8-2000 | Hitnotering: 18-3-2000 t/m 18-8-2000 | Hitnotering: 18-3-2000 t/m 18-8-2000 | Hitnotering: 18-3-2000 t/m 18-8-2000 | Hitnotering: 18-3-2000 t/m 18-8-2000 | Hitnotering: 18-3-2000 t/m 18-8-2000 | Hitnotering: 18-3-2000 t/m 18-8-2000 | Hitnotering: 18-3-2000 t/m 18-8-2000 | Hitnotering: 18-3-2000 t/m 18-8-2000 | Hitnotering: 18-3-2000 t/m 18-8-2000 | Hitnotering: 18-3-2000 t/m 18-8-2000 | Hitnotering: 18-3-2000 t/m 18-8-2000 | Hitnotering: 18-3-2000 t/m 18-8-2000 | Hitnotering: 18-3-2000 t/m 18-8-2000 | Hitnotering: 18-3-2000 t/m 18-8-2000 | Hitnotering: 18-3-2000 t/m 18-8-2000 | Hitnotering: 18-3-2000 t/m 18-8-2000 | Hitnotering: 18-3-2000 t/m 18-8-2000 | Hitnotering: 18-3-2000 t/m 18-8-2000 | Hitnotering: 18-3-2000 t/m 18-8-2000 | Hitnotering: 18-3-2000 t/m 18-8-2000 |
| Week:                                | 1                                    | 2                                    | 3                                    | 4                                    | 5                                    | 6                                    | 7                                    | 8                                    | 9                                    | 10                                   | 11                                   | 12                                   | 13                                   | 14                                   | 15                                   | 16                                   | 17                                   | 18                                   | 19                                   | 20                                   | 21                                   | 22                                   |                                      |
| ------------------------------------ | ------------------------------------ | ------------------------------------ | ------------------------------------ | ------------------------------------ | ------------------------------------ | ------------------------------------ | ------------------------------------ | ------------------------------------ | ------------------------------------ | ------------------------------------ | ------------------------------------ | ------------------------------------ | ------------------------------------ | ------------------------------------ | ------------------------------------ | ------------------------------------ | ------------------------------------ | ------------------------------------ | ------------------------------------ | ------------------------------------ | ------------------------------------ | ------------------------------------ | ------------------------------------ |
| Positie:                             | 16                                   | 6                                    | 3                                    | 2                                    | 2                                    | 2                                    | 3                                    | 4                                    | 4                                    | 5                                    | 9                                    | 13                                   | 12                                   | 15                                   | 22                                   | 31                                   | 36                                   | 43                                   | 50                                   | 60                                   | 68                                   | 79                                   | uit                                  |

### VlaamseRadio 2 Top 30
| Positie: | 22 | 12 | 9 | 7 | 6 | 9 | 10 | 7 | 13 | 15 | 20 | 23 | uit |

### VlaamseUltratop 50
| Positie: | 35 | 22 | 12 | 9 | 7 | 6 | 9 | 10 | 7 | 13 | 15 | 20 | 23 | 33 | 42 | 42 | uit |

### NPO Radio 2 Top 2000
| Nummer met noteringen in de NPO Radio 2 Top 2000 | '14  | '15-'17 | '18  |
| ------------------------------------------------ | ---- | ------- | ---- |
| Maria Maria                                      | 1684 | -       | 1789 |

1. ↑  Een '-' betekent dat het nummer niet was genoteerd en een vetgedrukt getal geeft de hoogste notering aan.
2. ↑  2014 was het eerste jaar met een notering voor dit nummer.
3. ↑  Deze tabel is bijgewerkt tot en met de laatste editie (2024).